# تهیه‌کننده موسیقی
تهیه‌کننده موسیقی یا ناظر ضبط موسیقی وظیفهٔ مدیریت و نظارت بر فرایند ضبط صدا و تولید آثار موسیقایی یک هنرمند یا یک گروه موسیقی را به عهده دارد. فعالیت یک تهیه‌کننده می‌تواند معطوف به تولید یک ترانه کوتاه یا یک آلبوم مفهومی بلند باشد. تهیه‌کننده دارای وظایف بسیار متنوعی در فرایند تولید اثر هنری است. ایده پردازی دربارهٔ اثر هنری، گزینش آثار منتخب از میان ایده‌های موجود یک هنرمند یا گروه هنری و کمک به ارتقاء سطح کیفی موسیقی، متن ترانه، و تنظیم آثار بخشی از فعالیت‌های اصلی یک تهیه‌کننده موسیقی است.
بخشی دیگر از وظایف تهیه‌کننده موسیقی شامل موارد زیر است:
- انتخاب موزیسین جهت اجرا و ضبط قسمت‌های مختلف یک اثر موسیقایی از جمله تکنوازی‌ها، ریتم و ملودی آکوپانیمان.
- همراهی در فرایند آهنگسازی.[۲]
- تغییر و بهبود تنظیم اثر موسیقایی
- رهبری نوازندگان و خوانندگان در فرایند ضبط.

تهیه‌کننده موسیقی معمولاً ناظر تمامی مراحل ساخت یک اثر، از مرحلهٔ بازتولید تا ضبط صدا و میکس و مسترینگ است و در برخی موارد به‌طور مستقیم عملیات ضبط صدا، میکس و مسترینگ را بر عهده می‌گیرد و در غیر این صورت مسئولیت عملیاتی را به مهندسین صدا می‌سپارد.
در هنر موسیقی دو نوع تهیه‌کننده (Producer) وجود دارد. یکی تهیه‌کننده اجرایی و مالی (Executive Producer) و دیگری تهیه‌کننده موسیقی (Music Producer یا Record Producer) می‌باشد.

## وظایف تهیه‌کننده
یک تهیه‌کننده دارای وظایف متعددی از جمله ایده‌پردازی و آهنگسازی پروژه، انتخاب ترانه‌ها و نوازندگان مورد نیاز برای انجام فرایند ضبط و اجرای پروژه، اعمال نظر در مورد تنظیم آهنگ و راهبری هنرمندان و نوازندگان در فرایند تولید اثر می‌باشد. تهیه‌کننده جلسات ضبط را کنترل کرده و بر تمام مراحل پس از ضبط از جمله میکس و مسترینگ نظارت دارد. تهیه‌کنندگان اغلب در سطوح کلان، به مدیریت بودجهٔ پروژه، تنظیم قراردادها و انجام مذاکرات تجاری با ناشرین آثار می‌پردازند.
آکادمی ملی علوم و هنرهای ضبط، تعریف زیر را برای یک تهیه‌کننده ارائه داده‌است:
«تهیه‌کننده شخصی است که هدایت فنی و خلاقانهٔ فرایند تولید یک پروژه، و تمام جلسات ضبط و ویرایش مرتبط با آن را بر عهده دارد. یک تهیه‌کننده در تمام مراحل خلق یک اثر در کنار هنرمندان و مهندسین صدا حضور دارد. او مسئول نهایی سازی تمام تصمیمات خلاقانه، فنی و مدیریتی است و عامل یکپارچگی فعالیت یک هنرمند یا گروه هنری، با اهداف تجاری ناشر اثراست.»
در سال ۲۰۱۰ نقش یک تهیه‌کننده میان سه عنوان حرفه‌ای جداگانه تفکیک شد: تهیه‌کننده اجرایی، تهیه‌کننده آواز و تهیه‌کننده موسیقی. تهیه‌کننده اجرایی مسئولیت نظارت بر امور مالی پروژه را بر عهده دارد. تهیه‌کننده آواز (یا "تنظیم کننده آواز") مسئول فرایند ضبط و تولید آواز خوانندگان است و تهیه‌کننده موسیقی، کارگردانی و نظارت فرایند خلاقانهٔ ضبط و تولید یک اثر و میکس نهایی آن را بر عهده دارد.

## تاریخچه
در ابتدای صنعت ضبط و نشر موسیقی، وظیفهٔ یک تهیه‌کننده تنها محدود به ضبط اثر در یک نوبت و به صورت زنده بود. در اصل، وظیفهٔ تهیه‌کنندگان کنونی در دههٔ ۲۰ و ۳۹ میلادی بر عهدهٔ واحد رپرتوار ناشرین آثار موسیقی بود که بر محصولات «پاپ» دوران خود نظارت داشته و اغلب ارکستر مربوط به این آثار را راهبری می‌کردند. موارد مشابه این نوع از تهیه‌کنندگان شامل «بن سلوین» در کلمبیا رکوردز، «ناتانائیل شیلکرت» در «ویکتور رکوردز» و «باب هرینگ» در «برانسویک رکوردز» هستند. تا پایان دههٔ ۳۰ میلادی نخستین استودیوهای حرفه‌ای آهنگسازی و ضبط صدا، مستقل از شرکت‌های بزرگ این صنعت تأسیس شد. این اتفاق به‌طور خاص موجب تفکیک نقش رپرتوار و تهیه‌کننده گردید. با اینحال عنوان «تهیه‌کننده» از اواخر دههٔ ۴۰ میلادی در صنعت موسیقی مورد استفادهٔ عموم قرارگرفت.
به تدریج طی دههٔ ۵۰ و ۶۰ میلادی و با پیشرفت تکنولوژی، نقش تهیه‌کننده موسیقی دچار تغییر شد. فناوری ضبط مولتی‌ترک موجب تغییراتی اساسی در فرایند ضبط آثار موسیقی شد. پیش از این، تمام عناصر یک اثر موسیقایی (از جمله صدای خواننده اصلی، همخوانی‌ها، ریتم‌نوازی و تکنوازی‌ها و…) بایستی به صورت همزمان اجرا و ضبط می‌شد. تمام نوازندگان و خوانندگان بایستی در یک استودیوی بزرگ حاضر می‌شدند تا ضبط یک آهنگ به صورت کامل انجام گردد. اما با تکنولوژی ضبط مولتی‌ترک، خطوط ریتم نوازی یک اثر (مثل گیتار بیس، سازهای کوبه‌ای و گیتار ریتم و…) به صورت جداگانه ضبط شده و سپس خطوط مربوط به خوانندگان و تکنوازی‌ها به آن اضافه می‌گردد. در این روش محدودیتی در دفعات ضبط وجود نداشت و به منظور دستیابی به بهترین نتیجه برداشت‌های متعددی از یک قطعه انجام می‌شد. دیگر نیازی به حضور تمام خوانندگان و نوازندگان در یک استودیو جهت ضبط همزمان قطعات نبود و بخش‌های مربوط به نوازنده (یا خواننده) در جلسات جداگانه‌ای ضبط می‌شد.
تحولات حاصل از ضبط مولتی‌ترک به اینجا محدود نمی‌شد. این روش ضبط تهیه‌کنندگان و آهنگسازان را قادر به طراحی و ساخت اصواتی جدید نمود که امکان تولید آن در روش ضبط زنده ممکن نبود. سایکدلیک راک یکی از نمونه‌های بارز این تحول در صنعت موسیقی است. طی همین دوره سازهای مورد استفاده در موسیقی پاپ از نمونه‌های آکوستیک (مثل پیانو، گیتار آکوستیک، سازهای زهی و بادی) به سازهای الکتریک (پیانو و ارگ الکتریک، گیتار الکتریک، گیتار بیس، و سینث‌سایزر) تغییر هویت دادند. این سازهای جدید با نیروی الکتریکی عمل می‌کردند و از این رو جهت تولید صدا نیازمند دستگاه‌های «تقویت کننده صدا» (امپلیفایر) بودند.

سازها و ابزار تقویت کنندهٔ الکتریکی صدا، هنرمندان و تهیه‌کنندگان را در راستای تولید اصوات منحصر به فرد، قادر به تغییر رنگ صدای سازهای مختلف می‌ساخت. تهیه‌کنندگان از طریق این فناوری می‌توانستند برای همخوانی، از صدای خوانندهٔ اصلی استفاده کرده یا برای یک قطعهٔ تک‌نوازی، از ۱۵ لایهٔ همنوازی استفاده کنند.

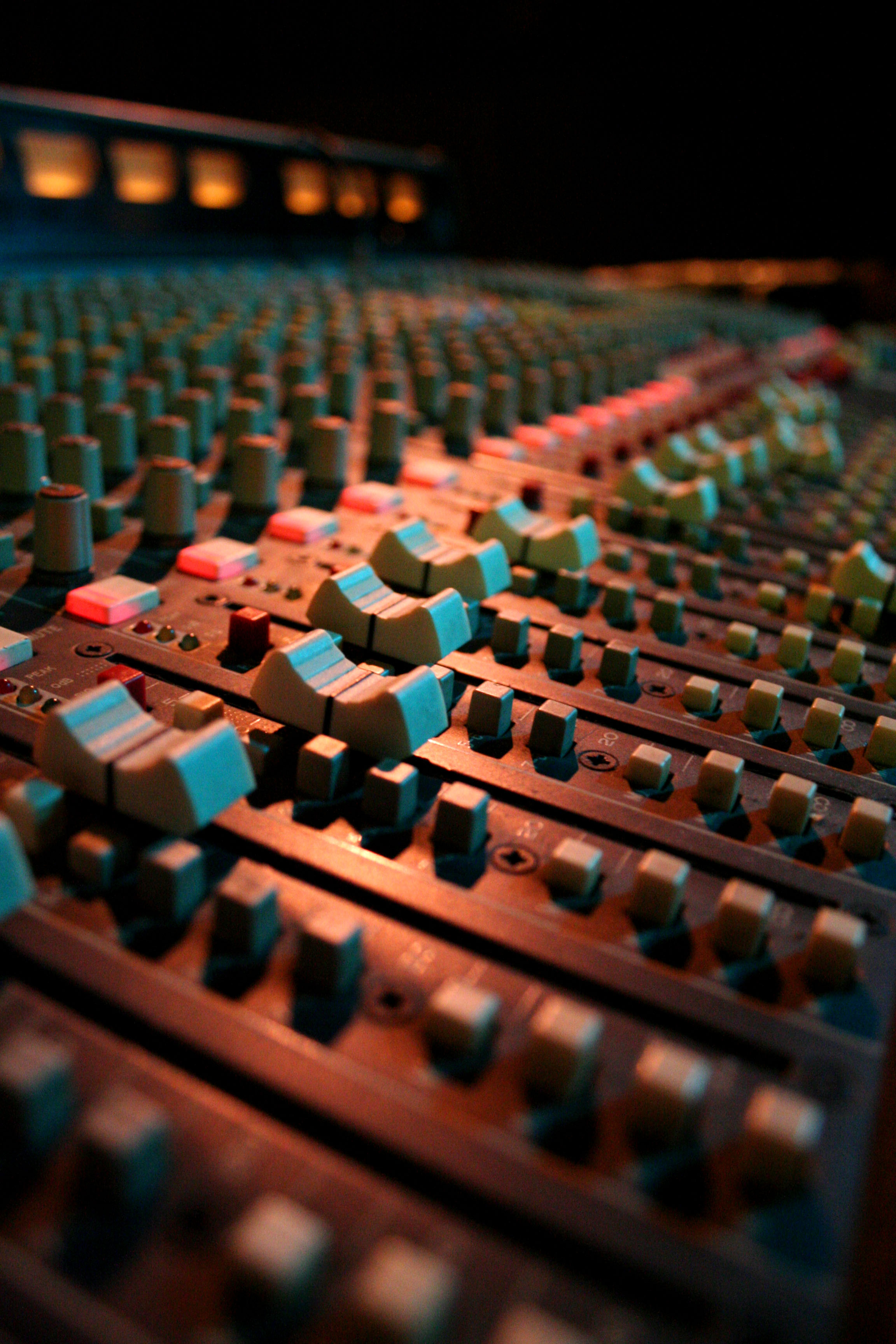
تصویر یک Audio Mixer

در مدتی کوتاه، تهیه‌کنندگانی چون فیل اسپکتور و جرج مارتین موفق به تولید آثاری شدند که در وهلهٔ عمل، امکان اجرای زندهٔ آن وجود نداشت. تهیه‌کنندگان به عنصر خلاق استودیو تبدیل شدند و چهره‌های جدیدی در این عرصه همچون جو میک و برایان ویلسون ظهور پیدا کردند.
یکی از پدیده‌های دیگری که در همین دورهٔ زمانی پا به عرصهٔ وجود نهاد، شکل‌گیری چهرهای «اجراکننده-تهیه‌کننده» بود. پس از اینکه جریان‌های پاپی چون بیتلز، روینگ‌استونز، بیچ بویز به تجربه و تخصص کافی در زمینهٔ تکنیک‌های ضبط در استودیو دست یافتند، بسیاری از آنها مسئولیت تهیه‌کنندگی آثار خود را به عهده گرفتند.
در اواخر قرن بیستم، ضبط دیجیتال و ظهور ابزارهای مدرن تهیه‌کنندگی، در کنار دسترسی بالا به سیستم‌های کامپیوتری مقرون به صرفه فرایند تهیه کنندگی و میزان دسترسی عموم به آن را با تحولات بزرگی مواجه ساخت.

## ابزار و تکنولوژی تهیه‌کنندگی
امروزه فناوری‌های متعددی در فرایند آهنگسازی مورد استفادهٔ تهیه‌کنندگان قرار می‌گیرد. در دنیای مدرن، فرایند ضبط و میکس صدا به‌طور معمول در فضای کامپیوتری و توسط نرم‌افزارهایی تحت عنوان محیط کار صوت دیجیتال انجام می‌شود. از جملهٔ این نرم‌افزارها می‌توان به پرو تولز، ایبلتون لایو، کیوبیس و لاجیک پرو اشاره کرد که همگی به‌طور معمول از طریق فناوری‌های استودیوی مجازی (VST Plugins) ارائه شده توسط شرکت‌های شخص ثالث مورد استفاده قرار می‌گیرد. دو نرم‌افزار لاجیک پرو و پروتولز به عنوان استاندارد صنعت تهیه کنندگی مطرح هستند. با اینحال در کنار این نرم‌افزارها و سیستم کامپیوتری ادواتی چون دستگاه میکس، میدی کنترلر، و ابزار ضبط دیجیتال مورد استفاده قرار می‌گیرد. در ایران افرادی همانند FreqCo و سایر در این زمینه بسیار فعالیت چشم‌گیری دارند.